# 漢娜·希爾頓
漢娜·希爾頓（英語：Hanna Hilton，1984年10月31日—），是一名美國前色情演員及成人模特兒。

## 生平
漢娜在高中時是啦啦隊長，並曾兼職過冰雪皇后。之後，漢娜的高中畢業照攝影師邀請她拍攝泳裝及內衣照，從此展開模特兒生涯。一名經紀人在網路上發現漢娜，決定將她帶往洛杉磯。
2006年12月，她獲選為《閣樓》雜誌當月寵物。她決定拍攝真槍實彈的性愛演出是由於無法說服男友傑克·威尼斯（Jack Venice，後來犯下強姦罪）拍攝成人影片。她在2008年4月與男友傑克·威尼斯第一次拍攝男女性愛演出。2008年5月，她與生動娛樂（Vivid Entertainment）簽下合約。她在生動娛樂的第一部作品為《Meggan and Hanna Love Manuel》。
在2008年9月與《Xcitement》雜誌的訪談中，漢娜表示自己已有個四歲大的兒子。
2009年9月28日，根據《LukeFord》網站上的報導指出，漢娜已離開成人業界。

## 獎項

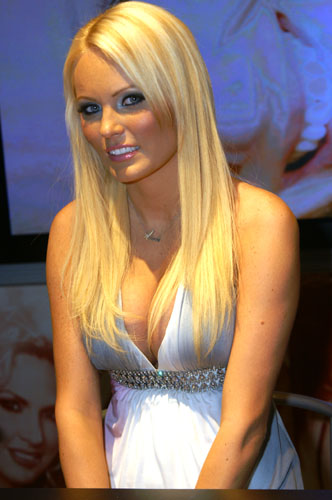
希爾頓在2009年AVN成人娛樂博覽會上

- 2006: Twistys Threat of the Month November[8]
- 2006: Penthouse-Pet December
- 2007: Hustler Honey Januar
- 2008: Booble Girl of the Month Juli[9]
- 2009: Wrestlinginc Girl of the Month April[10]

## 外部連結
- 官方网站
- 漢娜·希爾頓在互联网电影资料库（IMDb）上的資料（英文）
- 漢娜·希爾頓在網際網路成人電影資料庫
- 成人電影資料庫上漢娜·希爾頓的资料（英文）